# کونوپکی-بیاوستوک
کونوپکی-بیاوستوک (به لهستانی:  Konopki-Białystok) یک روستا در لهستان است که در گمینا گرابووو واقع شده‌است.
 کونوپکی-بیاوستوک  ۱۹۰ نفر جمعیت دارد.